# Abu Zayd Hasan al-Sirafi (géographe)
Ne doit pas être confondu avec Abu Zayd Hasan al-Sirafi (grammairien).
Abū Zayd Ḥasan al-Sīrāfī (en arabe : أبو زيد حسن السيرافي) est un écrivain arabe, auteur vers 910 de la seconde partie de la Relation de la Chine et de l'Inde dit Voyages du marchand Soleyman, ouvrage qui compile les informations connues des Persans et des Arabes aux IXe et Xe siècles.

## Biographie
On sait peu sur sa vie, sinon qu'il qu'il vécut au Xe siècle et que son nom laisse supposer une origine iranienne, puisqu'il indique être de Siraf.
Selon Massoudi, un de ses grands-oncles (ou lui-même ?) avait été gouverneur de Siraf : « Abou-Zeïd Mohammed, fils de Iezid, originaire de Siraf, cousin de Mezid Mohammed, fils d'Ebred, fils de Bestacha, gouverneur de cette même ville, homme d'expérience et de discernement, causant avec moi, Massoudi, à Basrah où il était venu se fixer l'an 303 (916)… ».

## Complément de laRelation de la Chine et de l'Inde
Abu Zayd est l'auteur d'un complément à la Relation initiale datée de 851. Ce complément couvre les folios 24 à 56 du manuscrit unique conservé à la Bibliothèque Nationale de France, tandis que les 23 premiers folios contiennent la rédaction initiale symboliquement attribuée au « marchand Soleyman ». 
On doit à Abu Zayd la datation à l'année 851 de cette première partie de la Relation, indiquée au début de son complément : « J'ai (Abu Zayd) lu cet ouvrage, c'est-à-dire le livre 1, que j'avais été chargé d'examiner et de compléter avec ce que je savais sur le même sujet... J'ai constaté qu'il était daté de l'année 237 (de l'hégire, soit 85I CE) ».
L'intérêt de son texte vient de ce qu'il s'est efforcé de ne retenir que des bons renseignements, en filtrant les dires de ses informateurs pour ne retenir que ce qui lui paraissait assuré. Il le dit lui-même : « Je me suis abstenu de reproduire les histoires mensongères que racontent les marins et auxquelles ils ne croient pas eux-mêmes. Se borner aux informations authentiques, même si elles sont en petit nombre, est préférable » et Moussoudi le confirme : « homme d'expérience et de discernement ».